# Дакота (народ)
Дакота (вимовляється МФА: [daˈkˣota], мова дакота: Dakȟóta/Dakhóta) — племена корінних жителів США та корінних жителів Канади. Складають дві з трьох головних субкультур народу сіу і зазвичай поділяються на східних (Санті, ісаньяті) і західних (Янктон і Янктонай).

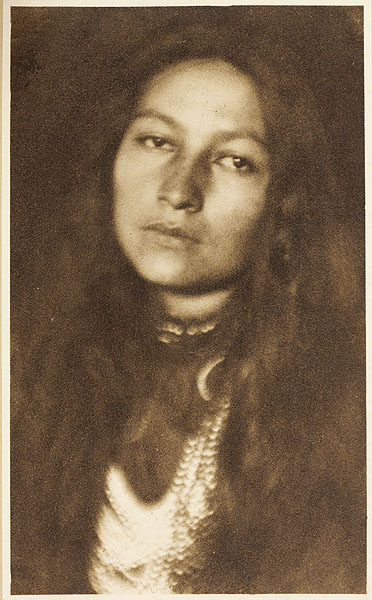
Дакотська (янктонська) письменниця Зіткала-Ша (1876—1938), світлина Джозефа Кілі

Східні дакота — це санті (англ. Santee від Isáŋyathi або Isáŋ-athi «ніж» + «таборище, таборування», «мешкає на місці кременя для ножів»), які проживають на сході обох Дакот (Північної та Південної), у центральній Міннесоті та північній Айові. Місцями є серед них племена, визнані на федеральному рівні.
Західні дакота — янктон і янктонай (англ. Yankton і англ. Yanktonai від Iháŋktȟuŋwaŋ «село в кінці» і Iháŋktȟuŋwaŋna «маленьке село в кінці» відповідно), які проживають у верхів'ях Міссурі. Янктон-янктонай у парі також називають ендонімом «вічієна» (Wičhíyena «ті, хто говорить, як чоловіки»). Вони також мають племена, чітко визнані на федеральному рівні. У минулому західних дакота помилково класифікували як «накота» — відгалуження сіу, яке перемістилося далі на захід. Останні зараз знаходяться у Монтані та по той бік кордону з Канадою, де вони відомі як накода (стоні).
Слово «дакота» мовою дакота означає «союзник», а до числа ендоетнонімів цього народу належать також назви Ikčé Wičhášta («індіанці») та Dakhóta Oyáte («люди дакота»).